# 도사나가오카역
도사나가오카역(일본어: 土佐長岡駅)은 일본 고치현 난코쿠시에 있는 시코쿠 여객철도 도산 선의 역이다. 역 번호는 D 39이며, 단선 승강장 1면 1선의 구조를 지닌 지상역이다.

## 역 주변
- 국도 제195호선

## 역사
- 1952년 5월 1일 : 개업.
- 1987년 4월 1일 : 민영화에 따라, 시코쿠 여객철도로 이관.

## 인접 정차역
| 시코쿠 여객철도 도산 선         | 시코쿠 여객철도 도산 선 | 시코쿠 여객철도 도산 선 |
| ------------------------------- | ----------------------- | ----------------------- |
| D 38 야마다니시마치 다도쓰 방면 | 도산 선                 | 고멘 D 40 고치 방면     |